# Syndactylactis
Genre
Syndactylactis est un genre de cnidaires anthozoaires de la famille des Cerianthidae.

## Liste des espèces
Selon World Register of Marine Species (9 janvier 2023) :
- Syndactylactis chuni Carlgren, 1924
- Syndactylactis inermis (van Beneden, 1897)
- Syndactylactis macintoshi Leloup, 1964
- Syndactylactis major Calabresi, 1927
- Syndactylactis mammillata (Senna, 1907)
- Syndactylactis meridionalis Leloup, 1942

## Systématique
Le nom valide complet (avec auteur) de ce taxon est Syndactylactis Carlgren, 1924.